# Stimpfach
Stimpfach ist eine Gemeinde im Landkreis Schwäbisch Hall im fränkisch geprägten Nordosten Baden-Württembergs.

## Geographie

### Geographische Lage
Stimpfach liegt im Hohenloher Land im Nordosten von Baden-Württemberg ca. 10 km südlich von Crailsheim. Geografisch-geologisch gesehen öffnet sich zum Norden hin die Hohenloher Ebene. Stimpfach selbst hat Anteil an den Naturräumen Schwäbisch-Fränkische Waldberge und Frankenhöhe.

### Nachbargemeinden
Stimpfach grenzt im Norden an die Stadt Crailsheim, im Osten an Fichtenau, im Süden an Jagstzell im Ostalbkreis und im Westen an Frankenhardt. Die nordöstliche Exklave Sixenmühle liegt zwischen Crailsheim im Westen, Kreßberg im Nordosten und Fichtenau im Südosten.

### Gemeindegliederung
Zur Gemeinde Stimpfach mit den bis zur Gemeindegebietsreform in Baden-Württemberg selbstständigen Gemeinden Rechenberg, Stimpfach und Weipertshofen gehören 24 Dörfer, Weiler, Höfe und (Einzel-)Häuser.

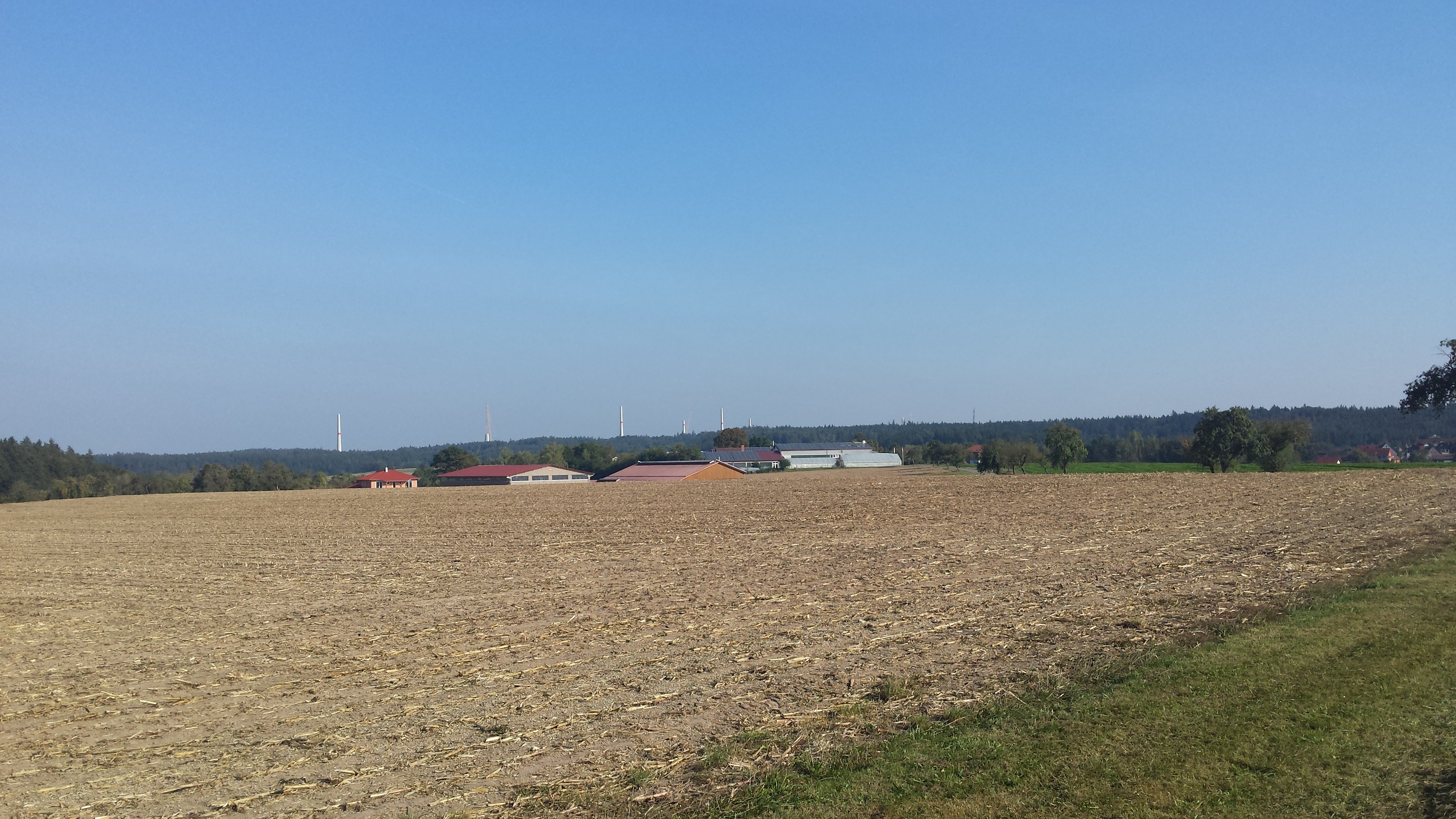
Ortsrand von Connenweiler und Rechenberg im September 2016; dahinter der sich im Bau befindliche Windpark „Ellwanger Berge“

| Wappen Rechenberg    | - Zur ehemaligen Gemeinde Rechenberg gehörten das Dorf Rechenberg, die Weiler Bautzenhof, Connenweiler, Eichishof, Hübnershof und Kreßbronn, das Gehöft Blindhof und das Haus Eichissägmühle.                   |
| Wappen Stimpfach     | - Zur ehemaligen Gemeinde Stimpfach im Gebietsstand vom 31. Oktober 1973 gehörten das Dorf Stimpfach, die Weiler Hörbühl, Randenweiler, Siglershofen, Sperrhof und Streitberg und das Haus Ölmühle.             |
| Wappen Weipertshofen | - Zur ehemaligen Gemeinde Weipertshofen gehörten das Dorf Weipertshofen, die Weiler Gerbertshofen und Steinbach am Wald sowie die Höfe Hochbronn, Käsbach, Klinglesmühle, Lixhof, Nestleinsberg und Sixenmühle. |

Im Gemeindegebiet Stimpfachs liegen die abgegangenen, heute nicht mehr bestehenden Ortschaften Klingenhof, Langenburg und Schummenhof (im Gebiet der früheren Gemeinde Rechenberg), Burkeler, Hainenhäusle, Rappenburg (Burgstall Rappenburg) und Sulzbachhof (im Gebiet der Gemeinde Stimpfach vor der Gemeindegebietsreform) sowie Korneffel und Stöckhaus (im Gebiet der früheren Gemeinde Weipertshofen).

### Flächenaufteilung
Nach Daten des Statistischen Landesamtes, Stand 2014.

## Geschichte

### Geschichte im alten Reich
Stimpfach wurde im Jahre 1024 erstmals urkundlich erwähnt. Nach verschiedenen Vorbesitzern, unter anderem den Herren von Lohr, kam Stimpfach ab 1608 vollständig unter die Herrschaft der Fürstpropstei Ellwangen.

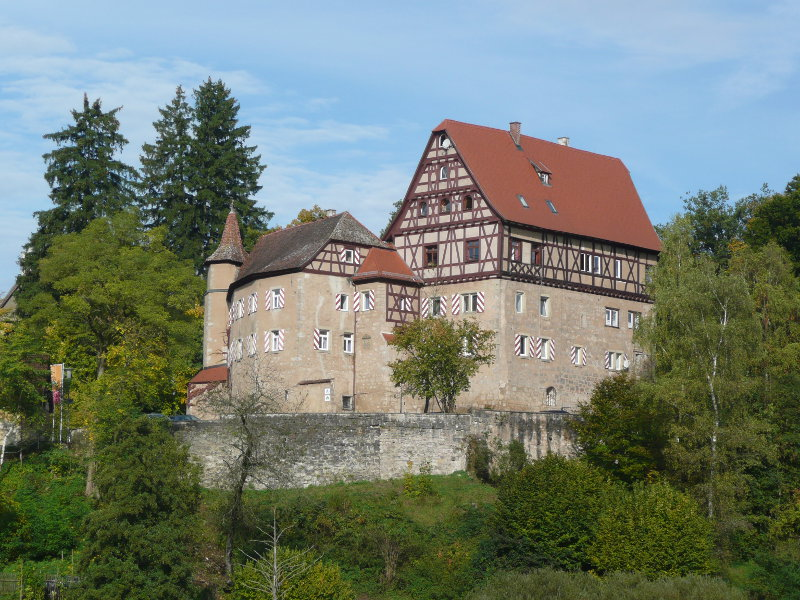
Schloss Rechenberg

Burg Rechenberg war namensgebend für die Familie von Rechenberg. Die Burg wurde vor 1227 erbaut und 1229 erstmals urkundlich erwähnt. Die hier ansässigen Ritter von Rechenberg sind 1229 bis 1405 bezeugt als Dienstmannen und Truchsessen der Grafen von Oettingen. Sie saßen auch auf der gleichnamigen Burg Rechenberg im Ortsteil Ostheim der Gemeinde Westheim bei Hohentrüdingen in Mittelfranken, sowie auf der Feste Limburg und der Burg Wilburg, beide in Wilburgstetten. Im Jahre 1368 durch das Kloster Ellwangen mit der hiesigen Burg Rechenberg belehnt, verkauften sie diese 1405 an die Burggrafen von Nürnberg. Über mehrere Hände gelangte die Burg 1409 an die Herren von Wollmershausen, denen das Kloster Ellwangen 1429 die ganze Herrschaft Rechenberg verlieh, welche aber um 1470 an die Adelmann von Adelmannsfelden kam. Im Jahre 1526 erwarb die Fürstpropstei Ellwangen die Herrschaft zurück und übergab 1532 einen Teil den Herren Steinhauser von Neidenfels als Lehen, denen es den anderen Teil als freies Eigentum verkaufte. Umbauten an der Burg Rechenberg, die nie zerstört wurde, fanden im 14. Jahrhundert und 1571 statt. Im Jahre 1555 führten die Herren von Steinhauser in ihrer Herrschaft Rechenberg die Reformation durch. Beim Erlöschen des Geschlechts der Herren von Steinhauser 1608 fielen die Lehen an die Fürstpropstei Ellwangen heim, das Steinhauser Allod hingegen gelangte über die Erben an das Adelsgeschlecht der Crailsheimer und 1617 an die Berlichingen zu Neunstetten. In den im Jahre 1608 wieder an die Fürstpropstei Ellwangen zurückgefallenen Lehensgebieten kam es zur Gegenreformation, so dass auf der Gemarkung Rechenbergs ein sehr kleinteiliger Flickenteppich katholischer und protestantisch gebliebener Herrschaftsgebiete entstand.
Die nach 1608 wieder katholisch gewordenen Untertanen der Herrschaft Rechenberg mussten künftig zum Gottesdienst in die katholische Kirche nach Stimpfach gehen. Seit 1592 ist in Stimpfach der dortige Mesner auch als Schulmeister belegt. Ein neues Schulhaus wurde in Stimpfach 1801 errichtet.

### Geschichte seit württembergischer Zeit
Im Jahre 1803 wurde Stimpfach württembergisch und kam zunächst zum Oberamt Honhardt-Stimpfach. Durch die Umsetzung der neuen Verwaltungsgliederung im 1806 gegründeten Königreich Württemberg wurde der Ort ab 1810 dem Oberamt Crailsheim zugeordnet. Das Oberamt wurde 1934 in Kreis Crailsheim umbenannt. Bei dieser ersten kleinen Kreisreform während der NS-Zeit in Württemberg blieb es jedoch nicht. Im Jahre 1938 wurde der neu umrissene Landkreis Crailsheim gebildet, dem die Gemeinden Stimpfach, Rechenberg und Weipertshofen bis 1973 angehörten. Von 1945 bis 1952 gehörten die drei Gemeinden wie auch der ganze Landkreis zum Nachkriegsland Württemberg-Baden, das 1945 in der Amerikanischen Besatzungszone gegründet worden war. Im Jahre 1952 gelangten sie zum neuen Bundesland Baden-Württemberg. Bei der Kreisreform Baden-Württemberg 1973 wurde die Gemeinde Stimpfach dem Ostalbkreis zugeteilt. Am 1. Januar 1975 vereinigte sich (die am 1. November 1973 aus Rechenberg und Stimpfach neu gebildete Gemeinde) Stimpfach, Ostalbkreis, mit Weipertshofen, Landkreis Schwäbisch Hall, zur neuen Gemeinde Stimpfach im Landkreis Schwäbisch Hall.

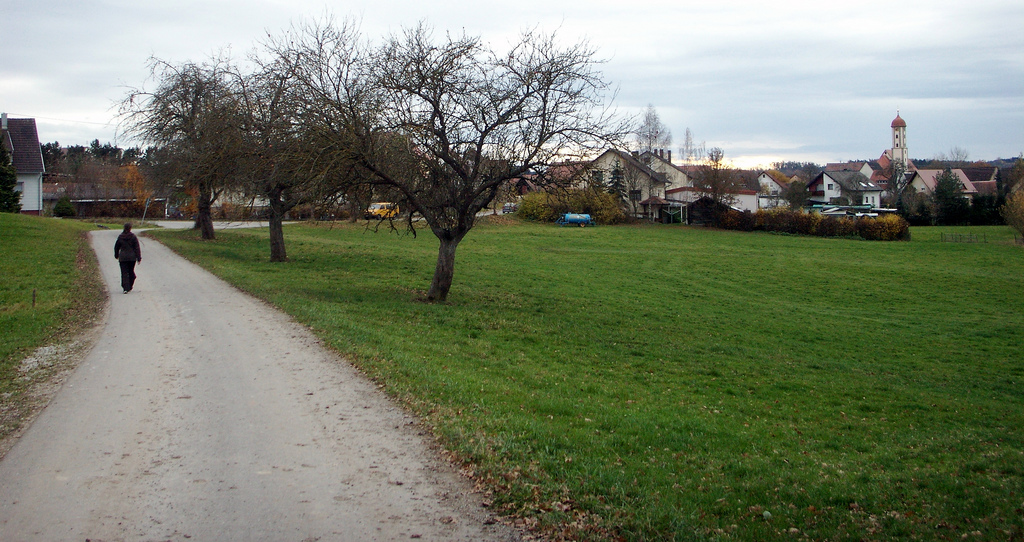
Stimpfach
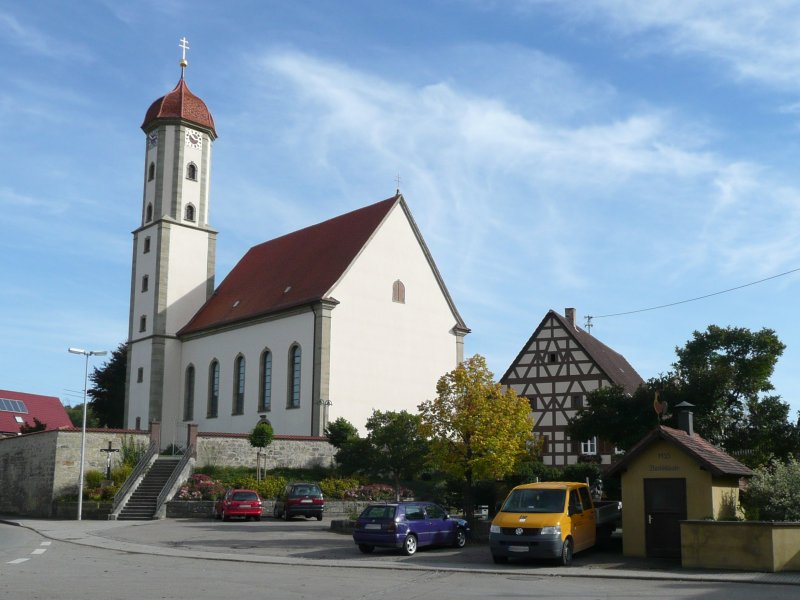
St. Georgskirche
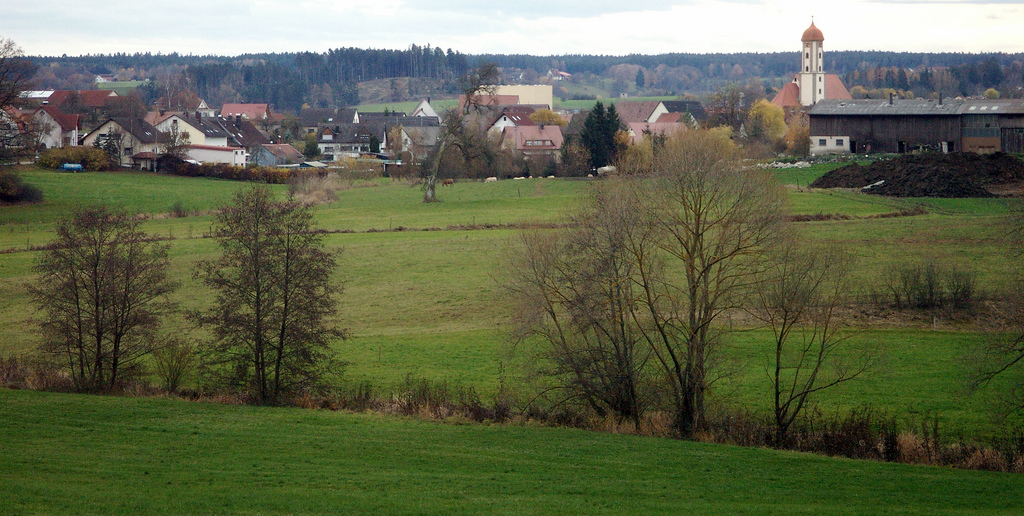
Stimpfach

### Religion
Als Bestandteil der ehemaligen Fürstpropstei Ellwangen blieb der Ort Stimpfach von jeher katholisch. Die Pfarrkirche St. Georg im Stil des Barocks prägt seit 1768 das Ortsbild. Die Kirche war an Stelle einer älteren gotischen Kirche des 14. Jahrhunderts errichtet worden. Die katholische Kirchengemeinde hat derzeit (um das Jahr 2020) rund 1850 Mitglieder und gehört zur Seelsorgeeinheit Wäldergemeinden des Dekanats Schwäbisch Hall in der Diözese Rottenburg-Stuttgart.
Die Untertanen der Herrschaft Rechenberg wurden 1555 reformiert. Somit wurde der Ort Rechenberg wie auch der Nachbarort Weipertshofen, der damals unter der Herrschaft des Fürstentums Ansbach stand, evangelisch. Die evangelischen Kirchengemeinden Rechenberg und Weipertshofen gehören heute zum Kirchenbezirk Crailsheim-Blaufelden der Württembergischen Landeskirche.

### Eingemeindungen
Am 1. Januar 1973 wechselten Stimpfach und Rechenberg ihre Kreiszugehörigkeit und kamen zum Ostalbkreis. Im Zuge der Verwaltungsreform in Baden-Württemberg schlossen sie sich am 1. November 1973 zur neuen Gesamtgemeinde Stimpfach zusammen. Diese wechselte am 1. Januar 1975 in den Landkreis Schwäbisch Hall und wurde mit der Nachbargemeinde Weipertshofen wiederum zu einer neuen Gemeinde Stimpfach vereinigt. Dieser Vorgang war jedoch mit einigen Konflikten verbunden.
Durch die Eingemeindung kam auch Schloss Rechenberg, welches von 1953 bis 2018 als Jugendherberge diente, zur Gemeinde Stimpfach.

### Einwohnerentwicklung
Zu Beginn des 19. Jahrhunderts lebten in Stimpfach etwa 320 Einwohner, in Rechenberg rund 160 Einwohner und in Weipertshofen um die 120 Einwohner. Im Jahre 1910 waren es in Stimpfach etwa 750 Einwohner, in Rechenberg etwa 460 und in Weipertshofen rund 490. Im Jahre 1970, kurz vor der Vereinigung der drei Gemeinden, gab es in Stimpfach 1515, in Rechenberg 361 und in Weipertshofen 546 Einwohner.

## Politik

### Bürgermeister
Bürgermeister ist seit 2008 Matthias Strobel (CDU). Er wurde im November 2015 und im Dezember 2023 wiedergewählt.

### Gemeinderat
In Stimpfach wird der Gemeinderat nach dem Verfahren der unechten Teilortswahl gewählt. Dabei kann sich die Zahl der Gemeinderäte durch Überhangmandate verändern. 2024 umfasst der Gemeinderat 13 Personen, darunter drei Frauen. Er besteht aus den gewählten ehrenamtlichen Gemeinderäten und dem Bürgermeister als Vorsitzendem. Der Bürgermeister ist im Gemeinderat stimmberechtigt.
Die Kommunalwahl am 9. Juni 2024 führte zu folgendem Endergebnis. Die Wahlbeteiligung betrug 62,33 Prozent.
| Liste                              | Stimmenanteil | Sitze | Ergebnis 2019 |
| Freie Wählervereinigung            | 54,35 %       | 7     | 9 Sitze       |
| Erweiterte Freie Wählervereinigung | 45,65 %       | 6     | 7 Sitze       |

### Partnerschaften
Stimpfach unterhält partnerschaftliche Beziehungen zu Holzhau im Erzgebirge, heute Teil der Gemeinde Rechenberg-Bienenmühle in Sachsen.

## Wirtschaft und Infrastruktur

### Verkehr
Die Obere Jagstbahn führt durch die Gemeinde, es gibt dort aber keinen Haltepunkt. 
Als Fernverkehrsstraße führt die Bundesstraße 290 durch den Ortsteil Randenweiler.
Durch eine Alltagsroute aus dem Radnetz Baden-Württemberg ist Stimpfach mit Crailsheim und in der anderen Richtung über Jagstzell mit Ellwangen verbunden.
Zudem bestehen als touristische Landes-Radfernwege:
- Der Kocher-Jagst-Radweg ist ein Rundkurs entlang der beiden Flüsse Kocher und Jagst zwischen Bad Friedrichshall und einer Querverbindung zwischen den Tälern bei Aalen (Stadtteil Unterkochen) und Lauchheim.
- Der Württemberger Tälerradweg führt von Crailsheim über dessen Stadtteil Goldbach in die Stimpfacher Ortsteile Weipertshofen und Rechenberg. Von dort verläuft er über Ellwangen und Aalen nach Ulm und weiter über Göppingen nach Schwäbisch Gmünd.

### Ansässige Unternehmen
Die 1950 als Schreinerei gegründete Gebr. Schneider Fensterfabrik GmbH & Co.KG beschäftigt weltweit etwa 850 Mitarbeiter (Stand: 2005), davon 330 in Stimpfach, wo das Unternehmen seit 1962 ansässig ist. In Stimpfach-Randenweiler ansässig ist der 1949 gegründete Süßwarenhersteller Hosta Schokolade. Im Jahre 1932 wurde das Unternehmen Köhnlein Türen durch Karl Köhnlein aus einer Schreinerei heraus gegründet.

## Bildung
Mitten im Ortskern von Stimpfach liegt die Kaspar-Mettmann-Schule. Es handelt sich dabei um eine zweizügige Grundschule. Weiterführende Schulen befinden sich lediglich in benachbarten Städten und Gemeinden, zu denen die Schüler jeweils pendeln müssen. Gegenüber der Kaspar-Mettmann-Schule liegt der katholische Kindergarten St. Georg. Weitere Kindergärten befinden sich in den Teilorten Rechenberg und Weipertshofen.

## Söhne und Töchter der Gemeinde
- Johann Nepomuk Borst (1780–1819), Jurist und Hochschullehrer
- Alois Urban Piscalar (1817–1892), Priester, Lehrer
- Hermann Opferkuch (1920–1990), Unternehmer (HOSTA Schokolade) und Politiker (CDU), Landtagsabgeordneter für den Kreis Schwäbisch Hall
- Peter Unfried (* 1963), Journalist und Autor
- Martin Unfried (* 1966), Politologe und Kolumnist